# ألوسيو نيتو
ألوسيو نيتو هو لاعب كرة قدم برازيلي في مركز الدفاع، ولد في 16 أغسطس 1997 في نيتيروي في البرازيل. لعب مع نادي ماريتيمو.

## وصلات خارجية
- ألوسيو نيتو على موقع قاعدة بيانات كرة القدم.إي يو (الإنجليزية)